# Callyspongia paralia
Callyspongia paralia är en svampdjursart som beskrevs av Ilan, Gugel och van Soest 2004. Callyspongia paralia ingår i släktet Callyspongia och familjen Callyspongiidae. Inga underarter finns listade i Catalogue of Life.